# Salisbury
|  | Per a altres significats, vegeu «Salisbury (desambiguació)». |

Salisbury (AFI [ˈsɔːlzbri]) és una ciutat del comtat de Wiltshire, Anglaterra. És la ciutat principal del districte de Salisbury. A vegades l'anomenen també "New Sarum" (Nova Sarum) i la persona nativa de Salisbury s'anomena "Sarumite". És a la confluència de cinc rius: el Nadder, l'Ebble, el Wylye i el Bourne són afluents del riu Avon (la paraula celta emprada per “riu”).
A la rodalia d'aquesta ciutat britànica es pot trobar el destacat monument megalític de Stonehenge a uns 18 km, vora el poble d'Amesbury.
També hi ha les restes del castell normand de l'antiga Sarum, la població medieval antecessora de l'actual Salisbury, a uns 3 km, abandonada ja en època medieval, però que curiosament va conservar representació parlamentària fins al 1832.

## Economia

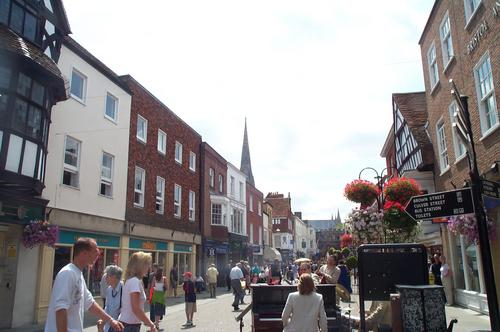
High Street

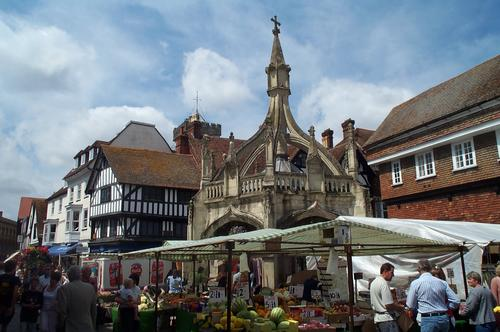
Mercat

Salisbury té un mercat que se celebra cada dimarts i cada dissabte. Aquest mercat se celebra des del 1227. Alguns centres comercials són "The Old George Mall", "The Maltings" i "Winchester Street".

## Cultura
Hi ha una gran comunitat artística amb galeries al centre de la ciutat i una biblioteca pública. El segle xviii John Constable va pintar diversos quadres on hi apareixia l'agulla de la catedral i el camp circumdant. S'hi celebra el Festival Internacional de les Arts des de finals de maig fins a principis de juny.

## Llocs d'interès

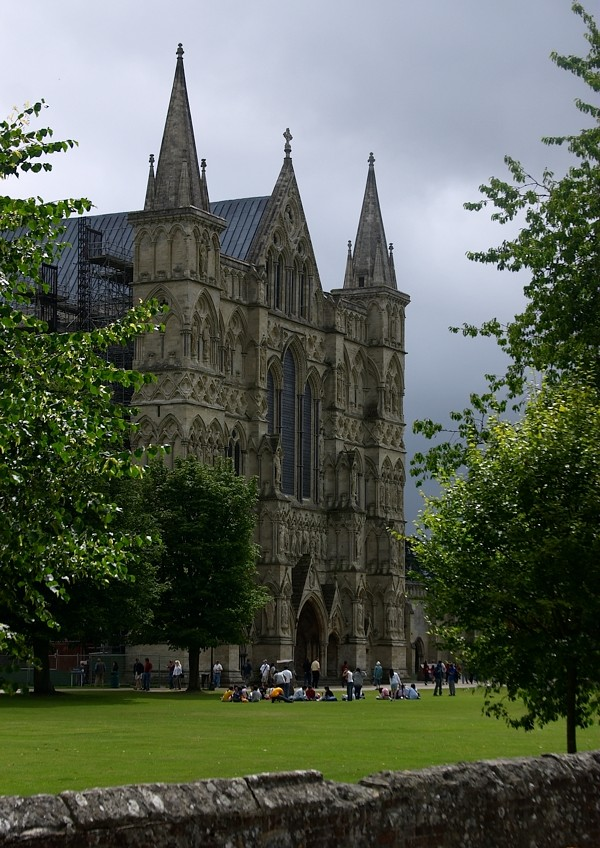
Façana oest de la Catedral de Salisbury

- Catedral de Salisbury

## Personatges il·lustres
- Iona Brown, violinista i directora d'orquestra.
- Charles William Pearce compositor i musicògraf.